# Rechtmäßigkeit
Rechtmäßigkeit ist die Übereinstimmung eines Rechtsaktes mit geltendem Recht. Gegensatz ist die Rechtswidrigkeit.

## Allgemeines
In Rechtsstaaten müssen Rechtshandlungen der Rechtssubjekte (natürliche Personen, Unternehmen, Personenvereinigungen und der Staat mit seinen Untergliederungen) auf geltendem Recht beruhen. Jede der drei Staatsgewalten (Exekutive, Judikative, Legislative) trägt die Verantwortung für die Rechtmäßigkeit ihrer Entscheidungen und ihres Handelns, unabhängig von der Kontrolle durch die staatliche Rechtsaufsicht, dem gerichtlichen Rechtsschutz und der parlamentarischen Kontrolle. Die Exekutive trägt bei ihren Handlungen eine eigenständige Verantwortung für die Gesetz- und Rechtmäßigkeit, die Gesetzgebung ist an die verfassungsmäßige Ordnung, die vollziehende Gewalt und die Rechtsprechung sind an Gesetz und Recht gebunden (Art. 20 Abs. 3 GG).
Die Prüfung der Rechtmäßigkeit beginnt mit der Bestimmung der Rechtsgrundlage, denn von letzterer hängen die Form, die Zuständigkeit und das Verfahren der Prüfung ab. Der Rechtsbegriff findet Anwendung in allen Situationen, bei denen Entscheidungen mit Rechtswirksamkeit getroffen werden, z. B. im Verwaltungsrecht, im Staatsrecht und in der Rechtsprechung.

## Rechtsfragen
Zu unterscheiden ist zunächst zwischen Rechtmäßigkeit und Verfassungsmäßigkeit. Ein Gesetz ist als Rechtsgrundlage verfassungsmäßig (oder verfassungswidrig), ein Vertrag, eine Maßnahmen oder ein Verwaltungsakt ist rechtmäßig oder rechtswidrig. Verfassungsmäßigkeit liegt vor, wenn ein Gesetz in Einklang mit der Verfassung steht.
Ein Verwaltungsakt wird gemäß § 43 Abs. 1 VwVfG im Zeitpunkt seiner Bekanntgabe rechtswirksam und bleibt es nach § 43 Abs. 2 VwVfG auch bis zu seiner Aufhebung oder Erledigung; er muss jedoch nicht rechtmäßig sein. Anders als Rechtsnormen können rechtswidrige Verwaltungsakte rechtswirksam sein. Ist die Rechtswidrigkeit jedoch gravierend, tritt seine Nichtigkeit ein (§ 44 VwVfG). Ein Vertrag ist rechtmäßig, wenn seine Bestandteile dem geltenden Recht entsprechen und sie nicht gegen gesetzliche Verbote oder zwingendes Recht verstoßen. Verstoßen Verträge gegen ein Verbotsgesetz, so tritt nach § 134 BGB als Rechtsfolge grundsätzlich die Nichtigkeit des schuldrechtlichen Verpflichtungsgeschäfts ein, während das Erfüllungsgeschäft meist wirksam bleibt. Ist jedoch eine Vermögensverschiebung untersagt (§ 333 StGB: Vorteilsnahme), so erstreckt sich die Nichtigkeit auch auf das Erfüllungsgeschäft.
Die Veräußerung eines Pfandes beispielsweise ist gemäß § 1243 Abs. 1 BGB nicht rechtmäßig, wenn gegen die Vorschriften des § 1228 Abs. 2, des § 1230 Satz 2, des § 1235, des § 1237 Satz 1 oder des § 1240 BGB verstoßen wird.

## Rechtmäßigkeit der Verwaltung
Da nach Art. 20 Abs. 3 GG die öffentliche Verwaltung an Recht und Gesetz gebunden ist, darf sie Verwaltungsakte und sonstige Maßnahmen, die in Freiheit und Eigentum des Bürgers eingreifen (Eingriffsverwaltung), nur mit einer Ermächtigung durch Rechtsnormen vornehmem. Die Rechtmäßigkeit im Allgemeinen Verwaltungsrecht ist das Handeln durch einen Amtsträger oder eine Behörde sowie die rechtsfehler- und ggfs. ermessensfehlerfreie Anwendung des Rechts. Handlungen der öffentlichen Verwaltung können auf dem Verwaltungsgerichtsweg auf ihre Rechtmäßigkeit hin überprüft werden.
Es wird zwischen formeller und materieller Rechtmäßigkeit des Verwaltungsakts unterschieden. Während sich die formelle Rechtmäßigkeit mit dem Zustandekommen eines Verwaltungsakts befasst, bezieht sich die materielle Rechtmäßigkeit auf dessen Inhalt. Zur formellen Rechtmäßigkeit gehört, dass
- der Verwaltungsakt aus den vorhandenen Handlungsformen der Verwaltung die richtige Form darstellt (die Verwaltung muss einen Arbeitsvertrag mit einem Beschäftigten kündigen und nicht durch Verwaltungsakt beenden);
- die erlassende Behörde örtliche und sachliche Zuständigkeit besitzen muss,
- das vorgeschriebene Verwaltungsverfahren eingehalten werden muss,
- die vorgeschriebene Form (etwa Schriftform) zu beachten ist und
- der Verwaltungsakt weitere zuständige Stellen einbeziehen muss, ausreichend begründet sein und eine Rechtsbehelfsbelehrung enthalten muss.

Zur materiellen Rechtmäßigkeit gehören das Vorhandensein einer Ermächtigungsgrundlage und Vorliegen ihrer Tatbestandsmerkmale, hinreichende Bestimmtheit des Verwaltungsakts (§ 37 Abs. 1 VwVfG), der Verwaltungsakt muss tatsächlich und rechtlich befolgt werden können, die durch ihn ausgesprochene Rechtsfolge muss durch Gesetze als Rechtsgrundlage gedeckt sein, die Rechtsfolge muss verhältnismäßig und frei von Ermessensfehlern sein.
Die Rechtswidrigkeit eines Verwaltungsakts ist eine besondere Zwischenstufe zwischen der Rechtmäßigkeit und seiner Nichtigkeit.
Gemäß § 38 BeamtStG tragen Beamte für die Rechtmäßigkeit ihrer dienstlichen Handlungen die volle persönliche Verantwortung, Bedenken gegen die Rechtmäßigkeit dienstlicher Anordnungen haben Beamte unverzüglich auf dem Dienstweg geltend zu machen.

## Gesetze
Auch Gesetze, Verordnungen und andere Rechtsnormen müssen rechtmäßig zustande kommen und dem Recht entsprechen, weil sie sonst durch ein Gericht für unwirksam erklärt werden können. Ein Beispiel hierfür ist das Volkszählungs-Urteil des deutschen Bundesverfassungsgerichtes vom Dezember 1983, welches das Volkszählungsgesetz vom März 1982 „kippte“. Ebenfalls müssen Urteile, Beschlüsse u. Ä. von Gerichten rechtmäßig sein (auch Richter sind an Recht und Gesetz gebunden, § 25 DRiG).